# Антоновка (Ленинградская область)
Антоновка — деревня в Волошовском сельском поселении Лужского района Ленинградской области.

## История
В XIX — начале XX века деревня административно относилась к Бельско-Сяберской волости 4-го земского участка 2-го стана Лужского уезда Санкт-Петербургской губернии.
По данным «Памятной книжки Санкт-Петербургской губернии» за 1905 год деревня называлась Антоновское и входила в Сабицкое сельское общество.
С 1917 по 1927 год деревня Антоновка находилась в составе Антоновского сельсовета Бельско-Сяберской волости Лужского уезда.

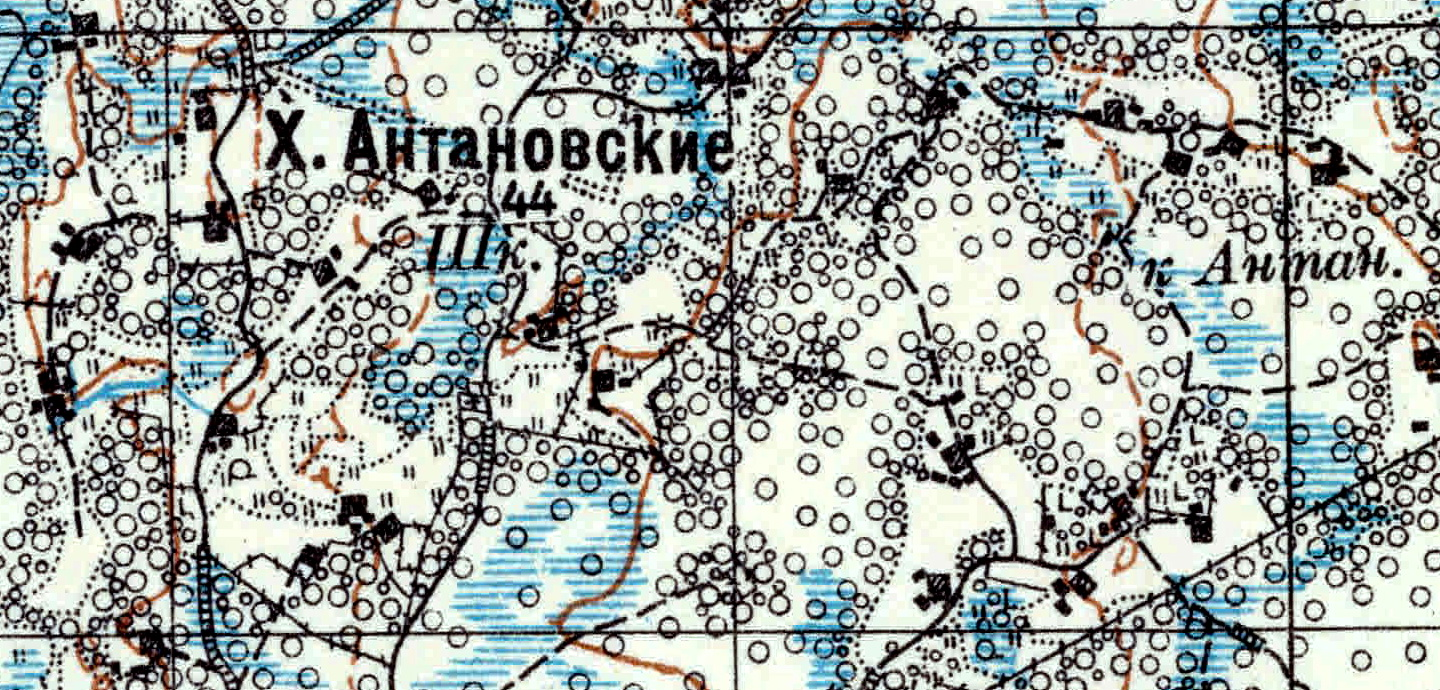
Хутора Антоновские на карте 1926 года

Согласно топографической карте 1926 года на месте современной деревни находились хутора Антоновские, которые насчитывали 44 крестьянских двора и школу.
С августа 1927 года, в составе Лужского района.
С августа 1928 года, в составе Сабицкого сельсовета. Население деревни в 1928 году составляло 213 человек.
С февраля 1931 года, вновь в составе Антоновского сельсовета.
По данным 1933 года село Антоновское являлась административным центром Антоновского эстонского национального сельсовета Лужского района, в который входили 2 населённых пункта: село Антоновское и деревня Леды, общей численностью населения 592 человека.
С января 1939 года, вновь в составе Сабицкого сельсовета.
C 1 августа 1941 года по 31 января 1944 года деревня находилась в оккупации.
В 1958 году население деревни составляло 40 человек.
По данным 1966 года деревня Антоновка входила в состав Сабицкого сельсовета.
По данным 1973 года деревня Антоновка входила в состав Вердужского сельсовета.
По данным 1990 года деревня Антоновка входила в состав Волошовского сельсовета.
В 1997 году в деревне Антоновка Волошовской волости проживали 8 человек, в 2002 году — 6 человек (русские — 83 %).
В 2007 году в деревне Антоновка Волошовского СП проживали 5 человек.

## География
Деревня расположена в западной части района на автодороге 41К-145 (Ретюнь — Сара-Лог).
Расстояние до административного центра поселения — 29 км.
Расстояние до ближайшей железнодорожной станции Серебрянка — 75 км. 
К югу от деревни протекает река Сабица, к западу — река Саба.

## Демография
| 1928 | 1958 | 1997 | 2007 | 2010 | 2017 |
| ---- | ---- | ---- | ---- | ---- | ---- |
| 213  | ↘40  | ↘8   | ↘5   | ↘3   | ↗4   |